# Eurytoma altifossa
Eurytoma altifossa är en stekelart som beskrevs av Bugbee 1967. Eurytoma altifossa ingår i släktet Eurytoma och familjen kragglanssteklar. Inga underarter finns listade i Catalogue of Life.